# Renault en Top Race
El siguiente texto hace referencia a la participación de la marca francesa de automóviles Renault en la categoría argentina TRV6
Renault es una marca francesa de larga trayectoria y reconocimiento dentro del automovilismo argentino en todas sus divisiones a nivel nacional y provincial. Tuvo y tiene una gran tradición y trayectoria deportiva dentro de la República Argentina, gracias a sus participaciones no solo en el Top Race, sino también en categorías nacionales como el TC 2000 o el Turismo Nacional, siendo considerada como una de las más tradicionales del mercado automotor argentino. Una muestra de su popularidad la dan los 8 títulos consecutivos obtenidos en la categoría TC 2000, competencia en la cual además consiguió forjar una rivalidad con la marca alemana Volkswagen, siempre dentro del ámbito automotor argentino.
En el Top Race, esta marca tuvo su iniciación en el año 1997, cuando el reglamento amparaba la libre preparación de las máquinas a gusto y conveniencia de los participantes, siendo presentado el modelo Renault Clio como alternativa de uso, algo muy peculiar ya que sus rivales eran modelos del segmento D. 
En el año 2005, cuando fue reformulada la categoría a Top Race V6, fueron seleccionados los modelos de alta gama de las marcas más tradicionales de Argentina. Justamente, el representante de la marca Renault fue el Renault Laguna II, el cual fue homologado con el código Laguna TRV6. Sin embargo, este modelo no fue muy utilizado por los competidores, habiéndose puesto en pista uno o dos modelos por año. Este auto llegó a estar cerca de obtener su primer título en el año 2007, cuando a mediados de año el piloto Emiliano Spataro cambió su Laguna TRV6 por un Passat TRV6. En 2008, el modelo había sido retirado de los patrones de homologación, volviendo en el año 2010 por iniciativa de Plan Rombo, el brazo financiero de Renault en Argentina. Sin embargo, este proyecto terminaría fracasando, quedando el Laguna dado de baja y cerrando la participación de Renault dentro del TRV6.

## Historia
Las primeras actividades de la marca Renault dentro del Top Race tuvieron lugar en los albores de la categoría, cuando la libertad de elección y preparación de los vehículos permitía la incursión de pilotos al comando de unidades Renault Clio, siendo los más destacados los hermanos Gabriel y Juan Pablo Raies, quienes competían en equipo con dos Clio Williams y que desarrollaron su competencia entre 1997 y 1999. En el año 2000, Gabriel Raies continuó compitiendo con la marca, formando un equipo con Luis Pérez Companc, pero en este caso al comando de dos Renault Mégane Coupé, preparados por su propio equipo, patrocinado por la petrolera PeCom (hoy Petrobras Argentina). Este equipo terminaría por disolverse luego del alejamiento de Raies de la categoría por discrepacnias con los directivos de ACTC. La última vez que un Renault Mégane fuera visto en pista dentro de una competición de Top Race fue en el año 2004, con el piloto Franco Genovese al volante de esta unidad. 
Al reformularse la categoría a Top Race V6 y con la homologación del modelo Renault Laguna II, comenzaron a ser más consistentes las participaciones de esta marca, sin embargo, entre 2005 y 2007, la marca obtendría el promedio de un representante por temporada, ya que pocos pilotos optaban por este carrozado, el cual se encontraba en una evidente desventaja aerodinámica del resto, dado que era el único modelo liftback de la categoría. Recién en el año 2007 se evidenciaría una pequeña evolución de la marca, de la mano del piloto Emiliano Spataro, quien le daría a Renault sus primeros dos triunfos en la categoría, quedando a las puertas de obtener su primer campeonato. Sin embargo, a mediados de ese año, Spataro decidió cambiar de marca, evidenciando la merma que le generaba competir con este modelo.
Fue así que en el año 2008, el Laguna fue retirado de la categoría, perdiendo la homologación de la categoría. Sin embargo, el modelo regresaría en el año 2010 por iniciativa de Plan Rombo, brazo financiero de Renault en Argentina, creando un equipo oficial y poniendo en pista a los pilotos Henry Martin y Omar Martínez, al comando de los Laguna TRV6. Sin embargo, los resultados nuevamente escasearon, por lo que ambos pilotos se alejaron de la escuadra, quedando el equipo con las manos vacías y nuevamente el Laguna cancelado de los patrones de homologación de la categoría.

## Palmarés
| Título  | Categoría | Piloto           | Automóvil             | Año  |
| ------- | --------- | ---------------- | --------------------- | ---- |
| Campeón | TRV6      | Emiliano Spataro | Renault Laguna II (*) | 2007 |

(*): Había arrancado el año a bordo de un Renault Laguna II, consiguiendo dos victorias en carreras clasificatorias con este modelo. A mediados del año, cambió su Laguna por un Volkswagen Passat V con el cual cerró el año, por lo que el título lo ganó a medias con ambas marcas. 

## Pilotos ganadores con la marca en TRV6
Solamente Emiliano Spataro consiguió triunfar con este modelo en el TRV6